# Sten Pålsson
Sten Pålsson (4 de dezembro de 1945) é um ex-futebolista sueco que atuava como atacante.

## Carreira
Pålsson competiu na Copa do Mundo de 1970, sediada no México, na qual a seleção de seu país terminou na nona colocação dentre os 16 participantes.